# Gisela Reschke
Gisela Reschke (* 1942 in Zamość) ist eine deutsche Künstlerin, Buntpapierexpertin und Papierhistorikerin. Sie lebt und wirkt in Hamburg, befasst sich mit historischen und innovativen Techniken der Buntpapiergestaltung und der Buchkunst; sie leistet als Autorin, Sammlerin, Kursleiterin und Ausstellungsmacherin Beiträge zur Gegenwartspraxis und zur Kulturgeschichte des Buntpapiers. Ihre Arbeiten sind in vielen Einzelausstellungen gezeigt und von Buchmuseen und Bibliotheken angekauft worden.

## Leben
Gisela Reschke absolvierte 1959–1964 eine Ausbildung zur Kranken- und OP-Schwester. Ab 1980 erfolgte eine autodidaktische Annäherung an die Buntpapierherstellung. Sie besuchte Buntpapierkurse und Weiterbildungsseminare bei verschiedenen Buchbindern und Buntpapierern wie Anke Metz, Nedim Sönmez, Ole Lundberg, Hikmet Barutçugil, Max Heggendorn, Marianne Moll, Edwin Heim und Ilona Hesse-Ruckriegel. Ab 1995 entwickelte sie neue Buntpapiertechniken in der eigenen Werkstatt.

## Werk
Reschke befasst sich mit handwerklichen Techniken des Buntpapiermachens: Kleisterpapier, Tunkpapier, Modelpapier, Stempelpapier, Spachtelpapier, Spritzpapier, Monotypiepapier sowie mit Mischtechniken.
Ihre konzeptionellen Überlegungen mündeten 2007 in die Aussage: „Ich kam zu dem Entschluss, das Buntpapier nicht nur als Part des Buches, sondern seine besondere Wertigkeit als ART des Buches, als Kunstanteil im und am Buch zu sehen.“ Sie entdeckte das Buntpapier zudem als „pART der Möbel, der Räume, der Kartonagen, der Musikinstrumente usw.“
Sie setzte sich mit historischen Bibliotheksbeständen auseinander, erforschte und dokumentierte die Vielfalt der in den Altbeständen und Rara anzutreffenden Einbandbezugspapiere und Vorsätze. Buntpapier aus der Zeit vor der Industrialisierung untersuchte sie am Beispiel der Hauptbibliothek der Franckeschen Stiftungen zu Halle an der Saale. Aus den Beständen vornehmlich der Staatsbibliothek zu Berlin und der Kunstbibliothek – Staatliche Museen zu Berlin erwuchs 1997 die Ausstellung Wolkenkleister, Marmor und Brokat. Zusammen mit Frauke van der Wall erarbeitete sie 2011 die Ausstellung gefärbt, gekämmt, getunkt, gedruckt, die im Mainfränkischen Museum in Würzburg gezeigt wurde. Sie arbeitete mit dem Buntpapierexperten Guido Dessauer zusammen. Dieser regte ausführliche Forschungen und praktische Erprobungen mit dem gesammelten Bestand an Druckmodeln aus der 1810 gegründeten Buntpapierfabrik Aschaffenburg an.
Das Zusammenwirken des Textilfabrikanten und Büchersammlers Max Morgenstern (1883–1946) als Initiator, des Architekten Josef Hoffmann als Entwerfer und der Handwerker und Künstler der Wiener Werkstätte wurde von ihr anhand von Entwurfszeichnungen im Museum für angewandte Kunst (Wien) ermittelt und dokumentiert. Neuere Untersuchungen galten dem Wirken von Carl Otto Czeschka in Hamburg.
Einem breiteren Kreis von Buchliebhabern wurden die Buntpapiere von Gisela Reschke durch die Gestaltung von Einbänden der Insel-Bücherei zugänglich.

## Veröffentlichungen
- Herrnhuter Papier, Schlichtes Handwerk oder Farbe und Form mit symbolischem Hintergrund? In: Das Echo Halles – Kulturelle Wirkungen des Pietismus, Hrsg. Rainer Lächele, Bibliotheca-Academica-Verlag Tübingen 2001, ISBN 3-928471-31-7, S. 271ff. und in: Bartkowiaks forum book art, 21 (2003/2004), S. 288–102.
- Das Werkstattbuch einer Buntpapiererin. Verlag Das Werkstattbuch, Murnau 2007, ISBN 978-3-00-021744-9.
- Buntpapier pART des Buches. pars artis edition, Hamburg 2010, ISBN 978-3-00-019640-9.
- Stoy, Georg Christoph, Buchführer, Buntpapierverleger. In: Neue Deutsche Biographie, 25 (2013), S. 462–463.
- Philipp Dessauer – das ist ein ganz vortrefflicher Mann. In: Paper history, 17 (2013), 1, S. 6–10.
- buntpapier – pART des buches. Abgerufen am 26. November 2018.
- buntpapier als pART der WW. Max Morgenstern, Josef Hoffmann und die WIENER WERKSTÄTTE. pars artis edition, Hamburg 2018, ISBN 978-3-00-060197-2.

## Ausstellungen (Auswahl)
- 1993: buntpapier pART des buches, Stiftung Zanders, Papiergeschichtliche Sammlung, Bergisch Gladbach
- 1996: Gisela Reschke Buntpapiererin, Museum für Sächsische Volkskunst, Dresden
- 1997/1998: buntpapier pART des buches, Schlossmuseum Aschaffenburg
- 2007: Gisela Reschke – Buntpapier: Tradition und Gegenwart, Gutenberg-Museum, Mainz
- 2010: buntpapier pART des buches, Staats- und Universitätsbibliothek Hamburg